# Strążyska Polana

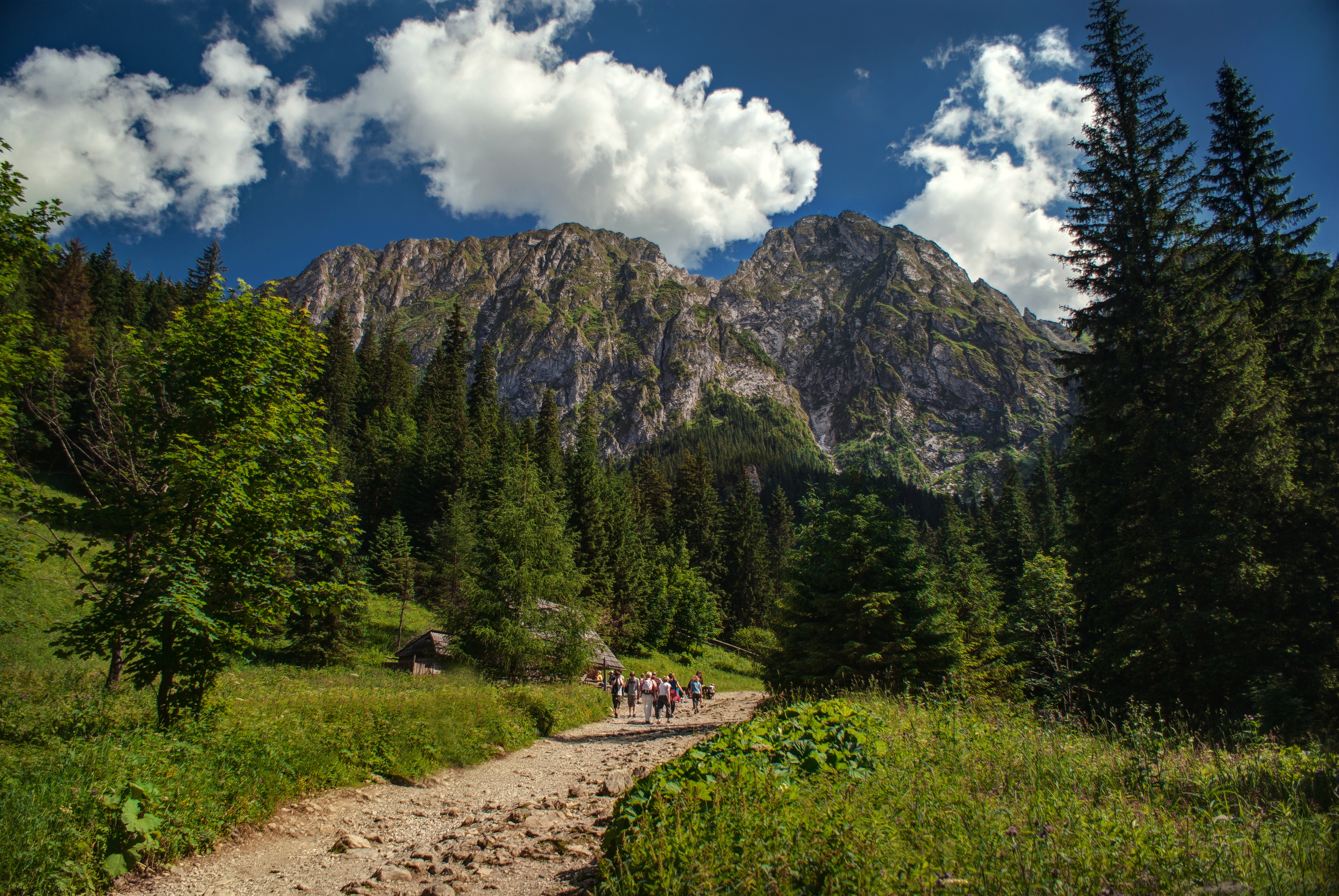
Widok na Giewont z Polany Strążyskiej

Polana Strążyska – polana w polskich Tatrach Zachodnich, znajdująca się ok. 2 km od wylotu Doliny Strążyskiej. Niegdyś była koszona i wypasana, wraz z Halą Białe i Halą Kalatówki wchodziła w skład zbiorczej Hali Giewont. Wypas prowadzony był tutaj od XVII w. przez mieszkańców Szaflar, w XVIII w. wypasali tu także gospodarze z  Poronina, Maruszyny, Zubsuchego, Olczy i Zakopanego, a  w XX w. – z Białego Dunajca i Leśnicy. W 1955 r. miała powierzchnię ok. 4 ha, ale do 2004 r., w wyniku zaprzestania wypasania i koszenia, znacznie zarosła, a jej powierzchnia zmniejszyła się o ok. 43%.
Polana znajduje się na równi, na wysokości ok. 1020–1060 m, na dnie rozszerzenia doliny u zbiegu bocznych żlebów. Polanę przecina Ścieżka nad Reglami. Szałasy i łany pokrzyw oraz szczawiu alpejskiego świadczą o intensywnym tu niegdyś życiu pasterskim. Wapienny głaz opodal szałasów już w XIX w. zwany był Sfinksem. Na polanie funkcjonuje bufet góralski i punkt TOPR. Polana leży w całości w granicach Tatrzańskiego Parku Narodowego (TPN).

## Turystyka
Polana jest jednym z najpopularniejszych celów krótkich wycieczek tatrzańskich z Zakopanego. W II/III dekadzie XXI w. miejsce to odwiedza rocznie średnio ok. 300 tys. osób, co stanowi ok. 9 % ruchu turystycznego TPN i lokuje Dolinę Strążyską na trzecim miejscu pod względem popularności. Z polany dobrze widoczna jest stroma, północna ściana Giewontu, którego wierzchołek góruje o 860 m nad polaną. Nieco powyżej polany znajduje się wodospad Siklawica, do którego prowadzi ścieżka turystyczna. Na polanie skrzyżowanie szlaków turystycznych.

## Szlaki turystyczne
szlak prowadzący z Zakopanego doliną do Polany Strążyskiej, a następnie przez Przełęcz w Grzybowcu i Grzybowiec na Wyżnią Kondracką Przełęcz pod Giewontem. Odcinek Polana Strążyska – Przełęcz w Grzybowcu biegnie razem ze szlakiem czarnym.
- Czas przejścia z Zakopanego na Polanę Strążyską: 40 min, ↓ 35 min (z centrum Zakopanego 1:30 h)
- Czas przejścia z polany na Giewont: 2:35 h, ↓ 1:55 h

 do wodospadu Siklawica. Czas przejścia: 15 min w obie strony
 Ścieżka nad Reglami, prowadząca z Kuźnic przez Czerwoną Przełęcz na Polanę Strążyską, potem razem ze szlakiem czerwonym na Przełęcz w Grzybowcu i dalej do Doliny Małej Łąki
- Czas przejścia z Czerwonej Przełęczy na Polanę Strążyską: 35 min, ↑ 50 min
- Czas przejścia z Polany Strążyskiej na Wielką Polanę Małołącką: 1:10 h, z powrotem 1:05 h.